# 宇治勲
宇治 勲（うじ いさお、1964年 - ）は、日本の絵本作家。

## 来歴
東京都生まれ。『てんてんてんゆきあがり』（至光社）が第43回産経児童出版文化賞受賞。『チヤリコロ』（佼成出版社）が第16回読書感想画中央コンクール指定図書、『たったさんぴきだ けのいけ』（PHP研究所）が第52回西日本読書感想画コンクール指定図書に選ばれる。

## 主な作品

### 絵本
| タイトル                                         | 出版社     | 発売日         | ISBN               |
| ------------------------------------------------ | ---------- | -------------- | ------------------ |
| だれか あそびに こないかな？                     | 鈴木出版   | -              | -                  |
| ピパ ピパ ピパ                                   | 至光社     | 1994年         | ISBN 9784783402268 |
| てん てん てん ゆきあかり                        | 至光社     | 1995年         | ISBN 9784783402329 |
| パパがおしごとはやいひはママがおしごとはやいひは | 岩崎書店   | 1997年         | ISBN 9784265034468 |
| はじめての かさ                                  | 至光社     | 2002年         | ISBN 9784783402732 |
| チャリコロ                                       | 佼成出版社 | 2004年         | ISBN 9784333020584 |
| かっこわるいよ！ だいふくくん                    | PHP研究所  | 2005年04月     | ISBN 9784569685465 |
| たったさんびきだけのいけ                         | PHP研究所  | 2007年04月     | ISBN 9784569686806 |
| ハリモグラ ハーモイとおともだち                  | PHP研究所  | 2007年07月     | ISBN 9784569687254 |
| わんわんバスにのって                             | PHP研究所  | 2008年09月     | ISBN 9784569689043 |
| いけいけどんどん！                               | PHP研究所  | 2009年10月     | ISBN 9784569689982 |
| すなばのスナドン                                 | 文溪堂     | 2013年09月     | ISBN 9784799900499 |
| にげた！                                         | PHP研究所  | 2016年10月04日 | ISBN 9784569785981 |